# Luis Caballero
Luis Nery Caballero Núñez (17 września 1962 w Asunción, 6 maja 2005) – piłkarz paragwajski występujący podczas kariery na pozycji środkowego obrońcy.

## Kariera klubowa
Caballero podczas kariery piłkarskiej występował w klubach z Asunción: Guaraní i Olimpii oraz argentyńskim Deportivo Mandiyú.

## Kariera reprezentacyjna
Caballero występował w reprezentacji Paragwaju w latach 1983-1989. W tym roku był kadrze na Mistrzostwa Świata w Meksyku.
W 1989 uczestniczył w turnieju Copa América. Na turnieju w Brazylii reprezentacja Guaranich zajęła czwarte miejsce, a Caballero wystąpił w trzech meczach z Wenezuelą, Brazylią i Urugwajem. Łącznie w reprezentacji wystąpił 27 razy.